# Structure sociale

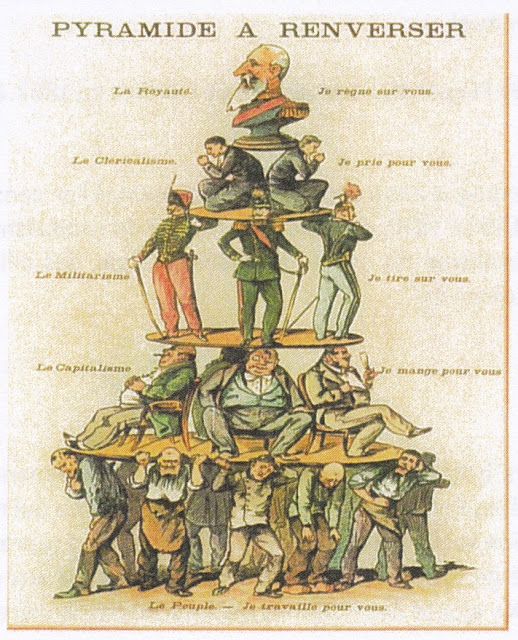
L'affiche montre une pyramide qui symbolise la société de classe. Au sommet on reconnait Léopold II (roi des Belges).

Une structure sociale est en sciences sociales, une formation sociale distincte et stable dans laquelle des êtres humains interagissent et vivent ensemble, telle que par exemple les institutions sociales.